# Équipe du Kazakhstan féminine de volley-ball
L'équipe du Kazakhstan féminine de volley-ball est composée des meilleures joueuses kazakhstanaises sélectionnées par la Fédération kazakhstanaise de volley-ball (KVF). Elle est actuellement classée au 36e rang de la Fédération internationale de volley-ball au 10 juillet 2022.

## Sélection actuelle
Sélection pour les qualifications aux championnats du monde 2010.
Entraîneur :  Chsherbakova Nelli ; entraîneur-adjoint :  Massimov Rustam

## Palmarès et parcours

### Palmarès
- Championnat d'Asie et d'Océanie de volley-ball féminin,
  - Finaliste : 2005
- Coupe d'Asie,
  - Troisième : 2012

### Parcours

#### Jeux Olympiques
| - 1964 : Non participant - 1968 : Non participant - 1972 : Non participant - 1976 : Non participant - 1980 : Non participant - 1984 : Non participant - 1988 : Non participant - 1992 : Non qualifié - 1996 : Non qualifié - 2000 : Non qualifié | - 2004 : Non qualifié - 2008 : 9e - 2012 : Non qualifié |

#### Championnats du monde
| - 1952 : non participant - 1956 : non participant - 1960 : non participant - 1962 : non participant - 1967 : non participant - 1970 : non participant - 1974 : non participant - 1978 : non participant - 1982 : non participant - 1986 : 'non participant | - 1990 : non participant - 1994 : Non qualifiée - 1998 : Non qualifiée - 2002 : Non qualifiée - 2006 : 19e - 2010 : 21e - 2014 : 15e |

#### Grand Prix
| - 1993 : Non qualifiée - 1994 : Non qualifiée - 1995 : Non qualifiée - 1996 : Non qualifiée - 1997 : Non qualifiée - 1998 : Non qualifiée - 1999 : Non qualifiée - 2000 : Non qualifiée - 2001 : Non qualifiée - 2002 : Non qualifiée | - 2003 : Non qualifiée - 2004 : Non qualifiée - 2005 : Non qualifiée - 2006 : Non qualifiée - 2007 : 10e - 2008 : 12e - 2009 : Non qualifiée - 2010 : Non qualifiée - 2011 : 15e - 2012 : Non qualifiée | - 2013 : 17e |

#### Championnat d'Asie et d'Océanie
| - 1975 : non participant - 1979 : non participant - 1983 : non participant - 1987 : non participant - 1989 : non participant - 1991 : non participant - 1993 : 5e - 1995 : Non qualifiée - 1997 : Non qualifiée - 1999 : 9e | - 2001 : Non qualifiée - 2003 : 7e - 2005 : Finaliste - 2007 : 5e - 2009 : 5e - 2011 : 9e - 2013 : 5e - 2015 : 7e |

#### Coupe d'Asie de volley-ball féminin
| - 2008 : Non qualifiée - 2010 : 5e - 2012 : 3e |

#### Jeux asiatiques
| - 1962 : non participant - 1966 : non participant - 1970 : non participant - 1974 : non participant - 1978 : non participant - 1982 : non participant - 1986 : non participant - 1990 : non participant - 1994 : ? - 1998 : 6e | - 2002 : 6e - 2006 : 6e - 2010 : 3e |